# جسر كين (ملبورن)
جسر كين Kane's Bridge (المعروف سابقًا باسم جسر كين المعلق)، هو جسر خشبي معلق يقع في يارا بيند بارك، ملبورن، أستراليا فوق نهر يارا [الإنجليزية]، ويربط بين ضواحي المدينة الداخلية فيرفيلد وكيو. كان بناء الجسر لأجل المشاة خصيصا، مع مطالبة راكبي الدراجات بالنزول قبل دخول الجسر. يتكون تعليق الجسر من أعمدة خشبية غير مغلفة، كما أن سطح الجسر خشبي أيضًا. يتكون التعليق من الكابلات الفولاذية.

## الانشاء
تم بناء الجسر في الأصل عام 1928 بهدف ربط كيو بملعب الجولف العام الواقع على الجانب الآخر من نهر يارا [الإنجليزية]، في فيرفيلد، ليحل محل خدمة النقل بالعبارات. تم تسمية الجسر على اسم تي جيه كين، عضو مجلس مدينة كولينجود [الإنجليزية]. في الساعات الأولى من يوم السبت 1 ديسمبر 1934، نتيجة للفيضانات الفيكتورية عام 1934، تم جرف الجسر الأصلي في اتجاه مجرى النهر وتعرض لأضرار بحيث أصبح من الصعب إصلاحه. استبدلت خدمة العبارات الجسر بداية من الأيام التي أعقبت الانهيار  تم إنشاء جسر بديل في عام 1935،  يشبه تصميم جسر آخر يربط بين كيو وملجأ يارا بيند.

## انظر ايضا
- ملبورن بارك
- معرض فيكتوريا الوطني